# Pottiales
Pottiales es un orden de musgos en la subclase Dicranidae.

## Familias
Bryobartramiaceae

Cinclidotaceae

Ephemeraceae

Pleurophascaceae

Pottiaceae

Serpotortellaceae

Splachnobryaceae